# 立鷹大蚜
立鷹大蚜（学名：Lachnus tattakaensis）为大蚜科櫟大蚜屬下的一个种。